# 昌徳宮
座標: 北緯37度34分45.00秒 東経126度59分28.00秒 / 北緯37.5791667度 東経126.9911111度
昌徳宮 （しょうとくきゅう、朝: 창덕궁、チャンドックン）は韓国ソウル特別市に所在する李氏朝鮮の宮殿（ID816）。

## 概要
正宮である景福宮に対する離宮として創建された。現在の韓国国内の宮殿の内、最も創建時の面影を残している宮殿であり、日本の梨本宮家から嫁ぎ、大韓帝国最後の皇太子李垠の妃となった李方子（まさこ）もこの宮殿で暮らした。
正門にあたる敦化門は大韓民国最古の門といわれる。また、敦化門をくぐった先にある錦川橋は大韓民国最古の橋とされる。儀式の執り行われた正殿の仁政殿、国王が執務をしていた宣政殿、王と王妃の寝殿だった大造殿など13棟の木造建築が現存している。宮殿の北に広がる李朝時代の王朝庭園である後苑は秘苑とも呼ばれ、園内には多くのあずまやや人工池などがあり、韓国造園技術の極致といわれる。現在のものは1623年に再建された景観である。

## 歴史
1405年に、景福宮の離宮として創建され、景福宮が焼失したため李氏朝鮮第9代成宗が正宮として使用している。昌徳宮は文禄の役（1592年、壬辰倭乱）で焼失した後、風水上不吉とされた景福宮より先に復旧工事が始まったものの、1623年の仁祖反正の時に再び焼失し、1647年に再建された。
王朝末期の1868年に景福宮が再建されると、昌徳宮は再び離宮として使用された。1907年に純宗が大韓帝国の皇帝に即位すると宮殿として使用され、日韓併合後も李王となった純宗の住まいとなった。1917年の火災で内殿区域が焼失すると、朝鮮総督府により改築されている。
昌徳宮の建造物群は、1997年、ユネスコの世界遺産（文化遺産）に登録された。

### 文禄の役での焼失の原因
文禄の役で昌徳宮が焼失した原因について、『宣祖修正実録』では民衆による放火とされたが、『宣祖実録』ではそのような記載がないため、日本側が放火したと主張する研究者もいる。『宣祖修正実録』によれば、日本の軍勢が首都に迫る中、国王の宣祖一行が漢城から逃亡すると、治安が乱れて豊臣秀吉軍の入城を前に朝鮮の民衆によって略奪と放火の対象となり、景福宮や昌慶宮、付属する庭園（秘苑）などと共に焼失したという見方もある。

## 建築
- 敦化門（トンファムン） - 昌徳宮の正門（大門）、1412年当初の建築
- 錦川橋 - 仁政門の前にある石橋
- 仁政門 - 仁政殿に入って行く大門
- 仁政殿（インジョンジョン） - 昌徳宮の中心的な場所で宮内外の公式行事が執り行われた。国宝第225号。
- 宣政殿（ソンジョンジョン） - 王と臣下が議論をしたり、儒生の試験会場や宴会の場となるなど公式の執務の場であった
- 熙政堂 - 王の日常生活の場
- 大造殿（テジョジョン） - 王妃の生活空間
- 御車庫 - 王と王妃が使った自動車とお御輿を保管している場所
- 楽善斎 - 王の妾や女官が余生を送った目立たない場所
- 水剌間（スラッカン） - 王室の台所[注 5]
- 後苑 - 秘苑（ビウォン）と呼ばれ韓国の代表的な庭園。園内には芝、花木、草花、ハスの池、あずまや、樹林などがあり、クルミ、シラカシ、ケヤキ、ウメ、カエデ、クリ、シデ、イチイ、イチョウ、マツ、イブキ、サルナシなどの様々な樹木が見られる[5]。
- 金虎門 - 昌徳宮の西門

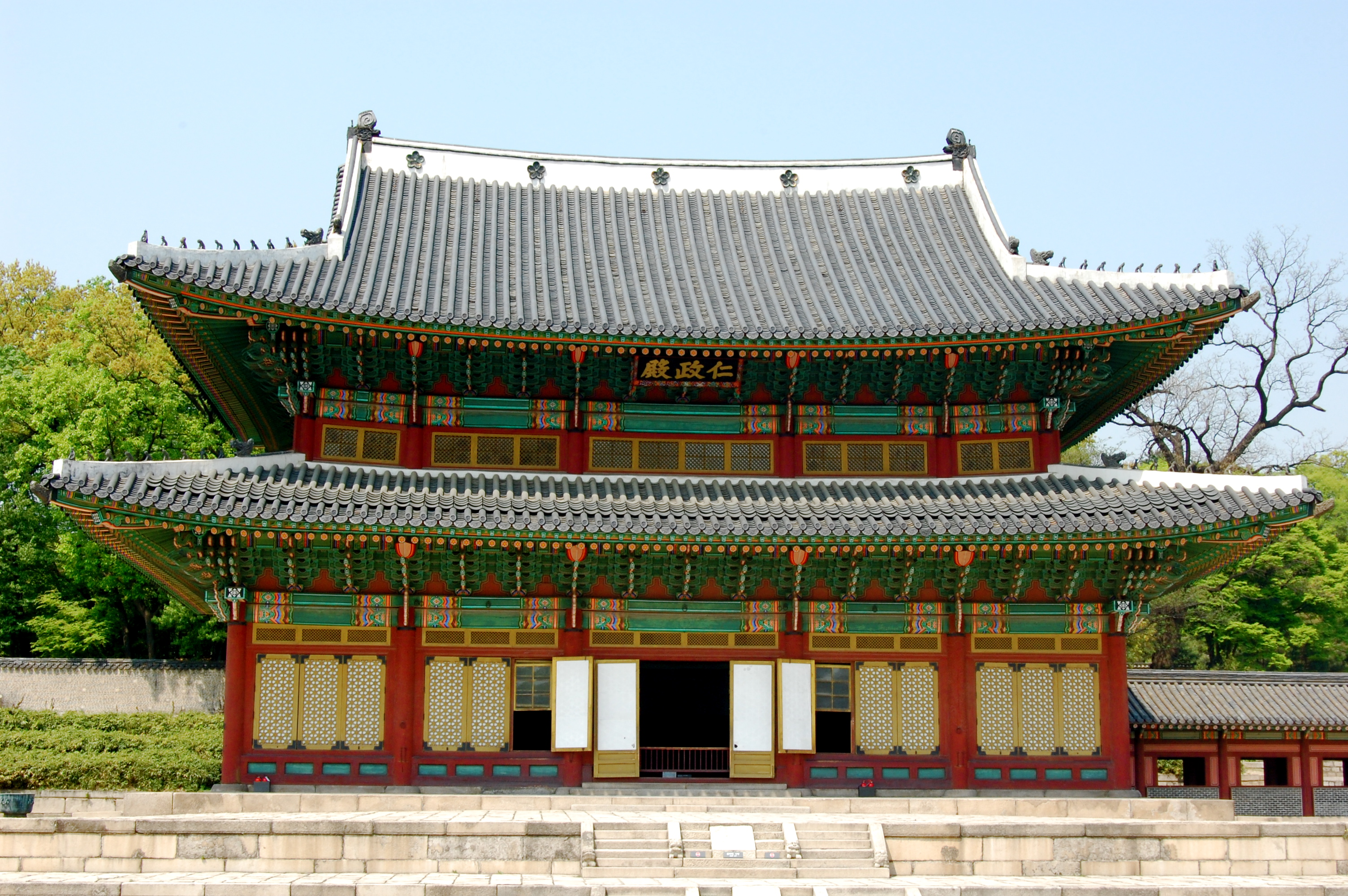
仁政殿
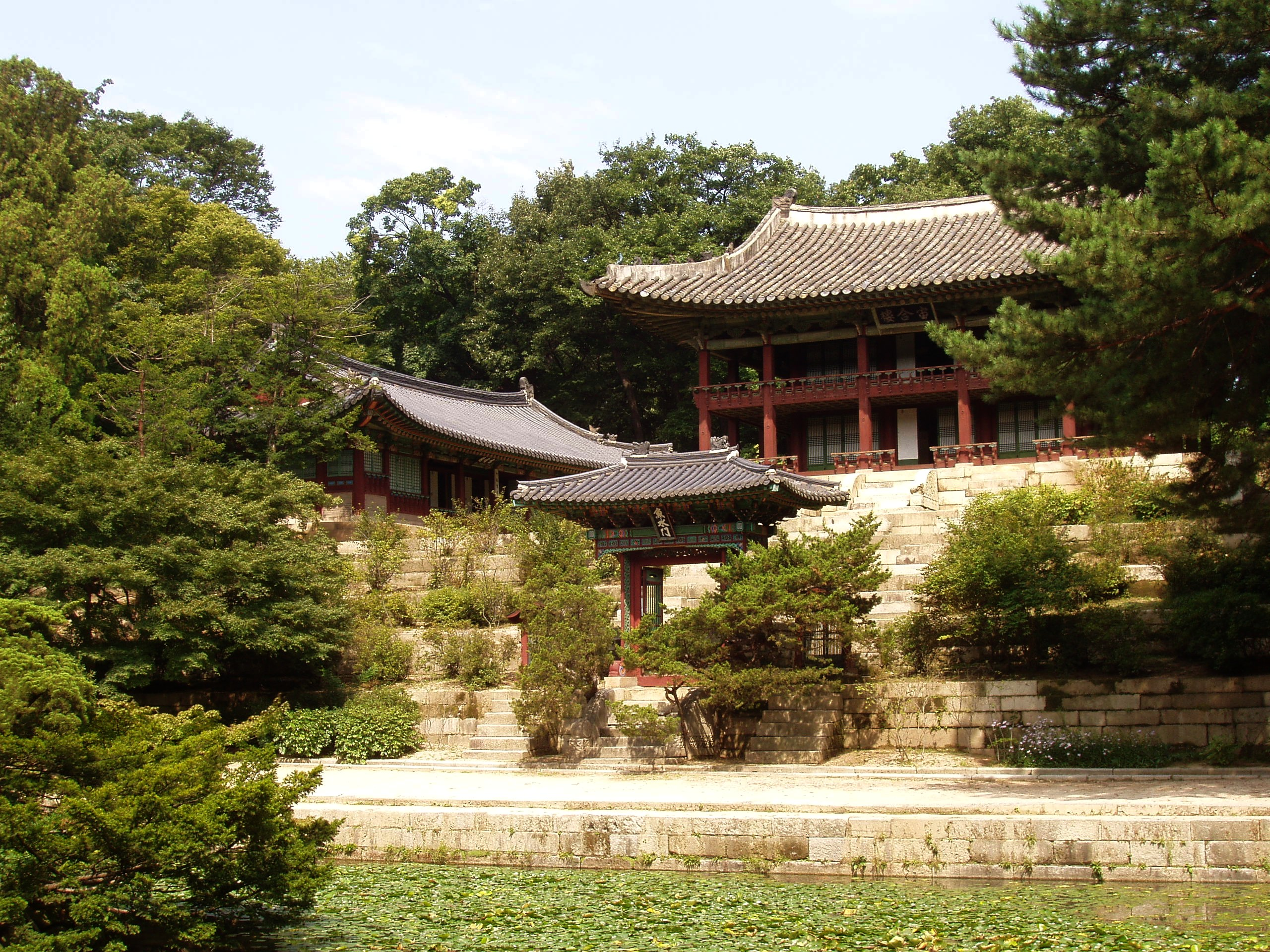
宙合楼
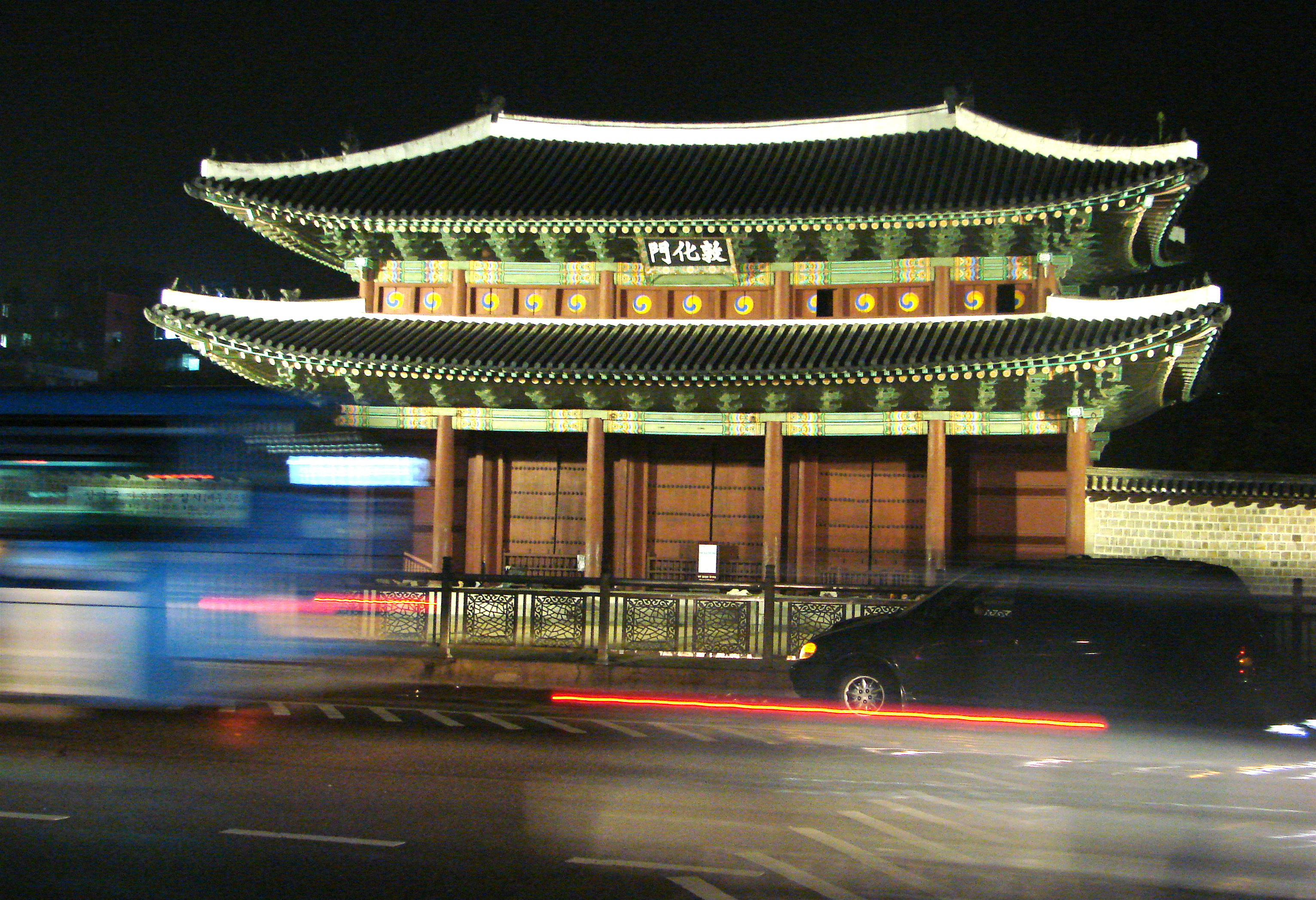
夜の敦化門
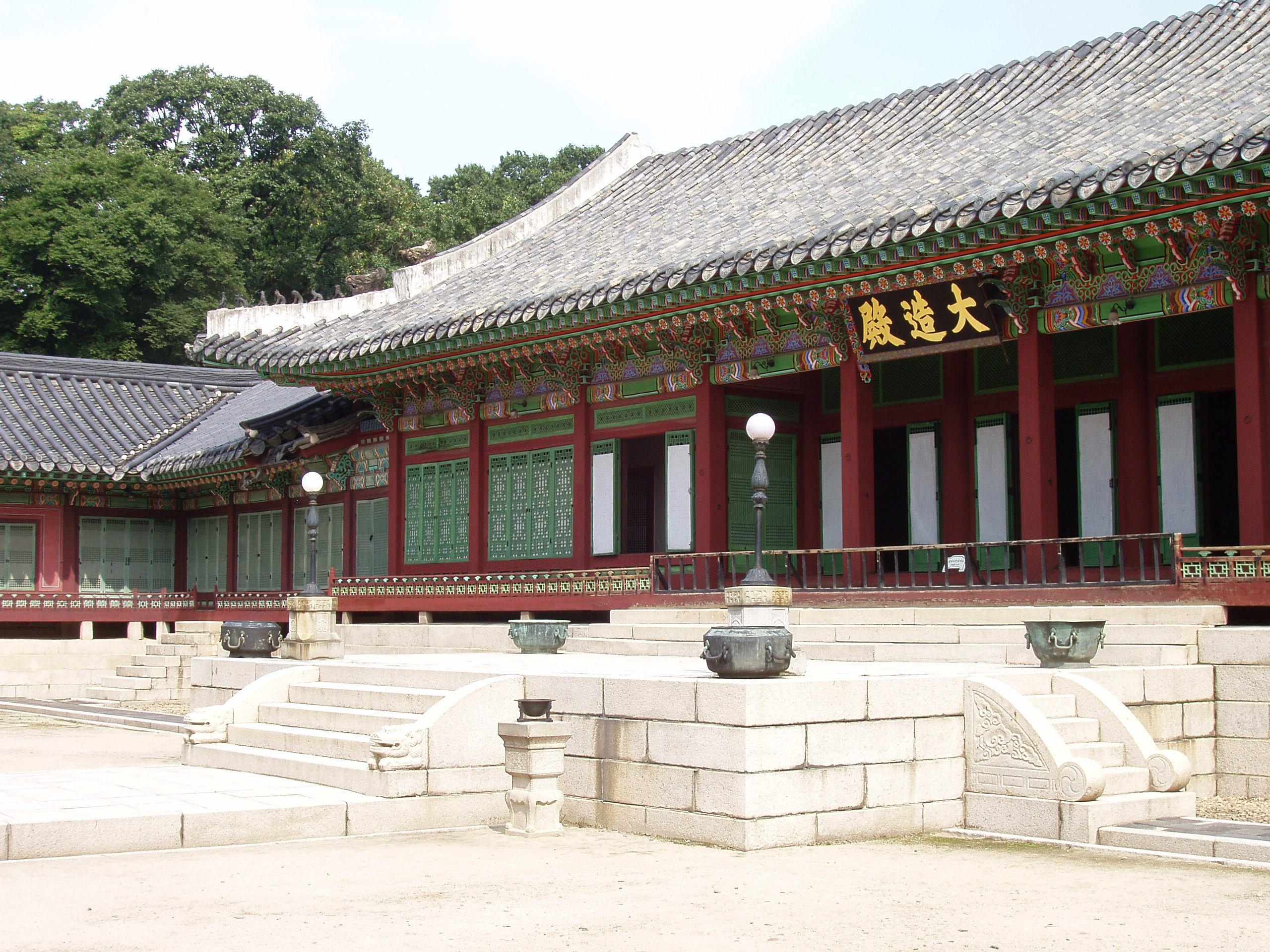
大造殿
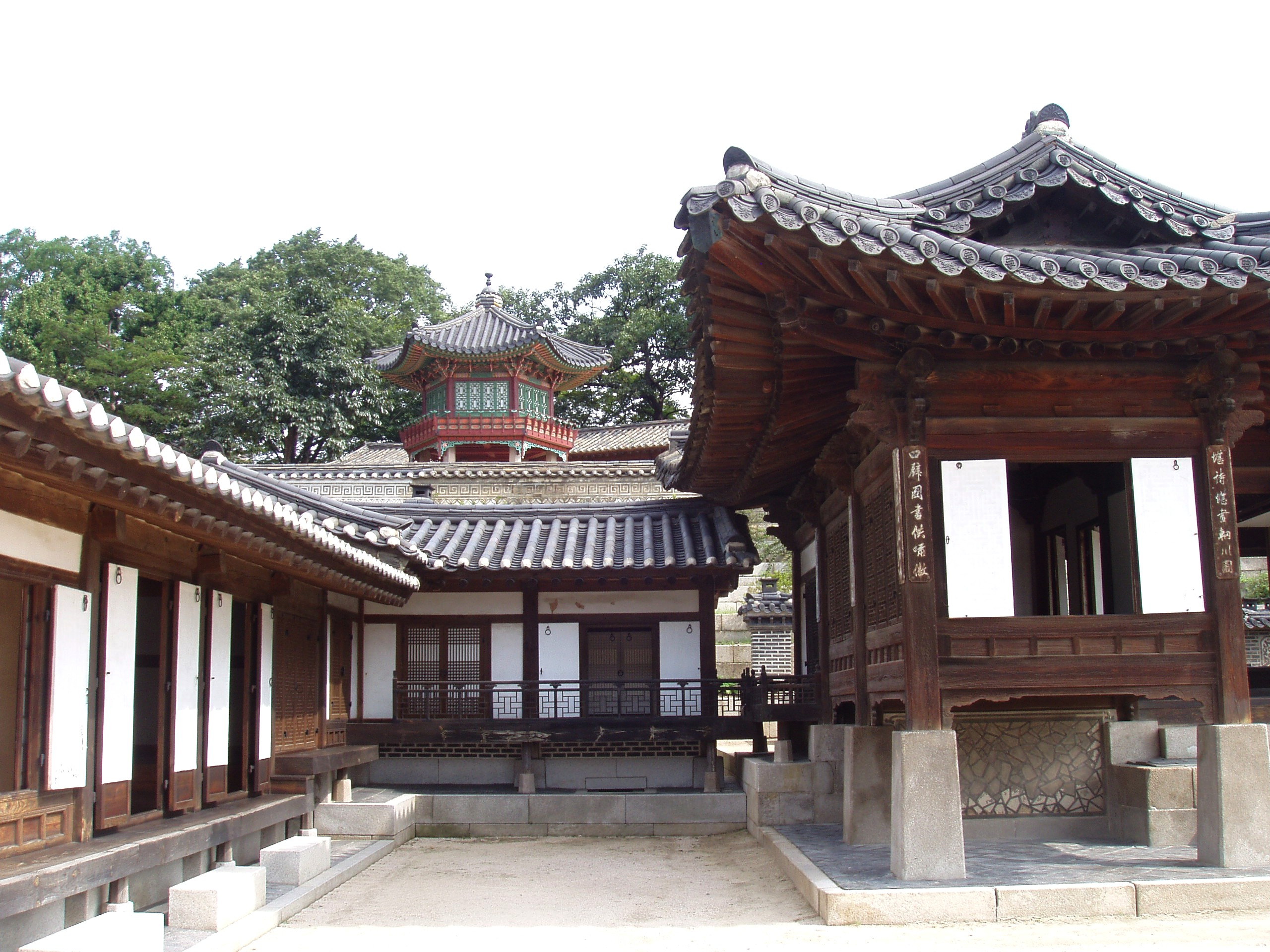
楽善斎
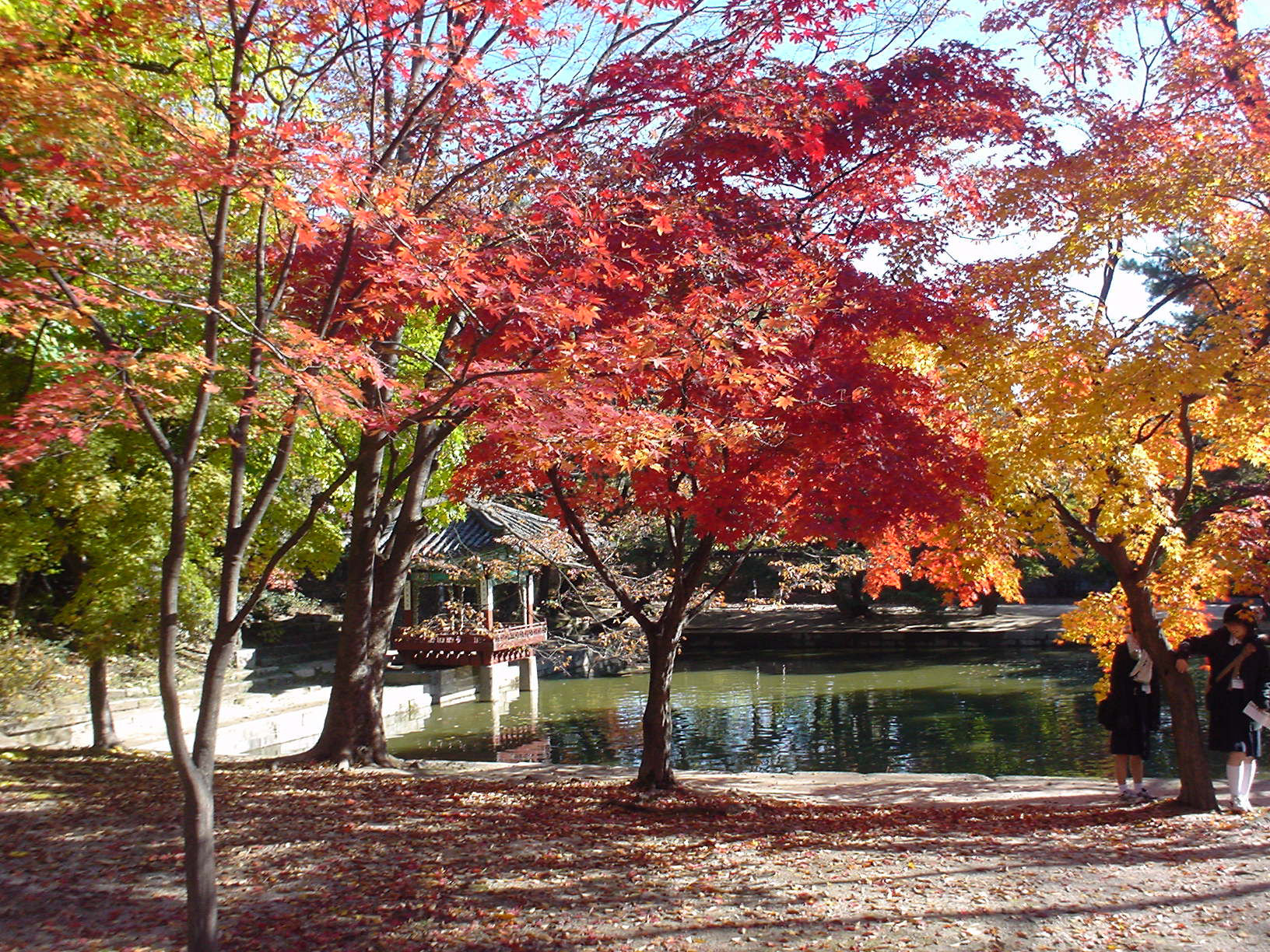
秘苑

## 登録基準
この世界遺産は世界遺産登録基準のうち、以下の条件を満たし、登録された（以下の基準は世界遺産センター公表の登録基準からの翻訳、引用である）。
- (2) ある期間を通じてまたはある文化圏において、建築、技術、記念碑的芸術、都市計画、景観デザインの発展に関し、人類の価値の重要な交流を示すもの。
- (3) 現存するまたは消滅した文化的伝統または文明の、唯一のまたは少なくとも稀な証拠。
- (4) 人類の歴史上重要な時代を例証する建築様式、建築物群、技術の集積または景観の優れた例。

## 観光
以前は自然保護のため、ガイド付きツアーの時間のみ見学可であったが、現在は自由見学となっている。